# AVIC I Commercial Aircraft
Pour les articles homonymes, voir ACAC.
AVIC I Commercial Aircraft Co., Ltd. (ACAC) est une entreprise chinoise formée en septembre 2002 pour assurer le développement et la construction d'aéronefs civils, et dont le siège est à Shanghai.

## Présentation
ACAC est un groupement économique formé par 15 instituts aéronautiques et entreprises autour de China Aviation Industry Corporation I (AVIC I), principal actionnaire, notamment de :
- Shanghai Aircraft Design and Research Institute
- 602nd Aircraft Design Institute
- Chengdu Aircraft Industry Group
- Shanghai Aircraft Manufacturing Factory
- Shenyang Aircraft Corporation
- Xi'an Aircraft Industrial Corporation

La création d'ACAC a permis en octobre 2002 le lancement de la phase industrielle du projet ARJ21, un biréacteur de 80/100 places destiné au marché chinois, mais aussi international. L'ARJ21 a effectué son premier vol le 28 novembre 2008. L'ARJ21-700 a reçu 50 commandes fermes en 2007 et 85 commandes fermes en 2008.
En 2009, l'entreprise devient une filiale de COMAC.